# 室田保夫
室田 保夫（むろた やすお、1948年10月6日 - ）は、日本の社会福祉学者、関西学院大学名誉教授。

## 人物
京都府生まれ。1972年同志社大学文学部社会学科社会福祉学専攻卒、1976年同大学院文学研究科社会福祉学専攻修士課程修了。1979年高野山大学専任講師、1988年助教授、1996年教授、1999年関西学院大学社会学部・大学院社会学研究科教授、2014年人間福祉学部長を務め、2017年退職、名誉教授、京都ノートルダム女子大学現代人間学部特任教授。1996年「キリスト教社会福祉思想史の研究」で同志社大学より博士（社会福祉学）の学位を取得。

## 著書
- 『キリスト教社会福祉思想史の研究 「一国の良心」に生きた人々』不二出版, 1994
- 『留岡幸助の研究』不二出版, 1998
- 『近代日本の光と影 慈善・博愛・社会事業をよむ』関西学院大学出版会, 2012
- 『山室軍平 無名ノ英雄、無名ノ豪傑タルヲ勉メン哉』ミネルヴァ書房・ミネルヴァ日本評伝選、2020

### 共編著
- 『山室軍平の研究』同志社大学人文科学研究所編,同朋舎,1992
- 『社会福祉と聖書ー福祉の心を生きる』共著,リトン,1998
- 『石井十次の研究』同志社大学人文科学研究所編, 田中真人共編著. 同朋舎, 1999
- 『人物でよむ近代日本社会福祉のあゆみ』編著. ミネルヴァ書房, 2006
- 『東アジアにおける公益思想の変容ー近世から近代へ』共著,日本経済評論社,2009
- 『子どもの人権問題資料集成 戦前編 第1-3巻 編集復刻版  子どもの養護』蜂谷俊隆共編 不二出版, 2009
- 『人物でよむ社会福祉の思想と理論』編著. ミネルヴァ書房, 2010
- 『子どもの人権問題資料集成 戦前編 第10巻 編集復刻版 子どもと貧困/労働』倉持史朗共編 不二出版, 2010
- 『子どもの人権問題資料集成 戦前編 第8巻 編集復刻版 子ども虐待』二井仁美共編 不二出版, 2010
- 『子どもの人権問題資料集成 戦前編 第9巻 編集復刻版 子どもと健康/障害』蜂谷俊隆共編 不二出版, 2010
- 『人物でよむ西洋社会福祉のあゆみ』編著. ミネルヴァ書房, 2013
- 『日本社会福祉の歴史 制度・実践・思想 改訂版』(MINERVA福祉専門職セミナー）菊池正治,清水教惠, 田中和男, 永岡正己共編著. ミネルヴァ書房, 2014
- 『社会福祉 (新・基礎からの社会福祉）』 倉持史朗, 蜂谷俊隆共編著. ミネルヴァ書房, 2018
- 『博愛社の史的研究（大阪児童福祉の先駆）』今井小の実,高岡裕之,蜂谷俊隆,倉持史朗共編著.六花出版,2023

## 論文
- <室田保夫

## 影響
関西学院大学大学院のゼミナールからは、多数の社会事業史研究による博士号取得者を輩出した。